# Chợ Vàm
Chợ Vàm is een thị trấn in het district Phú Tân in de Vietnamese provincie An Giang, een van de provincies in de Mekong-delta. Het is naast Phú Mỹ de andere thị trấn in Phú Tân.